# وانگ یوزنگ
وانگ یوزنگ (انگلیسی: Wang Yuzeng; ۱۰ آوریل ۱۹۱۲ – ۷ اکتبر ۲۰۰۹) بازیکن بسکتبال اهل چین بود. وی در بازی‌های المپیک تابستانی ۱۹۳۶ شرکت کرده‌است.